# Евдокимов, Николай Иосифович
Николай Иосифович Евдокимов (12 января 1926, Новопокровка, Красноярский край — 25 июля 2002, Белый Камень, Львовская область) — бригадир колхоза «Серп и Молот» Золочевского района Львовской области Украинской ССР, Герой Социалистического Труда (08.04.1971).

## Биография
Родился 12 января 1926 года в селе Ново-Покровское (ныне Шушенский район Красноярского края), там же учился в школе.
Во время Великой Отечественной войны работал в колхозе разнорабочим, после окончания механизаторских курсов — трактористом.
В 1944 году был призван в Армию. Их воинская часть охраняла нефтеперерабатывающие заводы в Плоешти (Румыния). Принимал участие в боевых операциях против отрядов УПА. Награждён орденом Отечественной войны 2-й степени (06.04.1985).
В 1950 г. после демобилизации поселился в Львовской области. Работал в районном финансовом отделе, затем заместителем председателя колхоза «Серп и Молот» в селе Белый Камень Золочевского района.
По собственной инициативе назначен бригадиром полеводческой бригады, и вывел её в лучшие в колхозе, а затем и в районе. За высокие показатели в работе награждён орденом Трудового Красного Знамени (26.02.1958), медалью «За трудовую доблесть» (31.12.1965).
В 1967 году получил 510 центнеров сахарной свеклы с гектара, в 1968-м — 680 центнеров. Урожай зерновых достигал 35 центнеров с гектара.
В 1970 г. его бригада получила среднюю урожайность с гектара: 40 центнеров пшеницы, 46 центнеров ячменя, 580 центнеров сахарной свеклы, 624 ц кормовой свёклы.
Указом Президиума Верховного Совета СССР от 8 апреля 1971 года за выдающиеся успехи, достигнутые в развитии сельскохозяйственного производства и выполнении пятилетнего плана продажи государству продуктов земледелия, присвоено звание Героя Социалистического Труда с вручением ордена Ленина и золотой медали «Серп и Молот».
Продолжал руководить бригадой до выхода на пенсию.
Жил в селе Белый Камень Золочевского района Львовской области. Умер 25 июля 2002 года.